# إميلي تايلور
إميلي تايلور (بالإنجليزية: Emily Taylor)‏ (1795 في المملكة المتحدة - 1872، سانت بانكراس في المملكة المتحدة)؛ كاتِبة مُتخصِّصة في أدب الأطفال وشاعرة بريطانية.